# 하이데라바드주

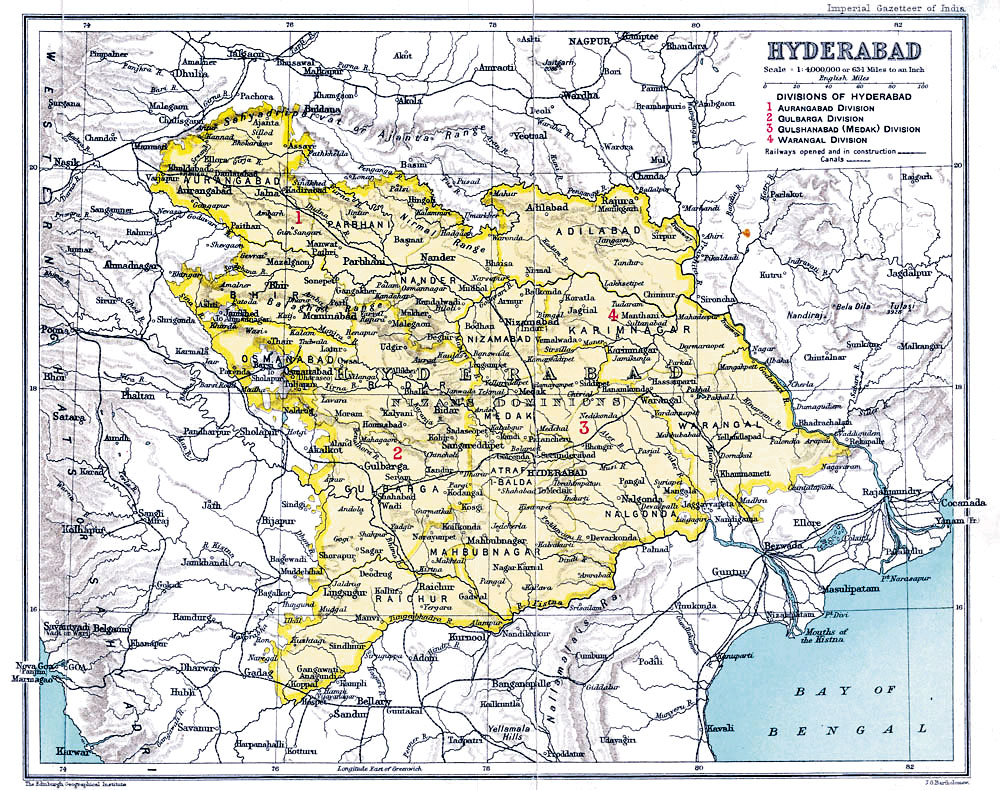
1956년까지 존재했던 하이데라바드주

하이데라바드주(Hyderabad State)는 인도에 있던 옛 주이다. 폴로 작전으로 인도가 하이데라바드 왕국을 병합한 후 설립되었다. 1956년에 마라티어권인 동부 지역이 봄베이주로, 칸나다어권인 중남부가 마이소르 주로 편입되고 텔루구어권인 동부는 안드라 주와 통합해 안드라프라데시 주가 되면서 폐지되었다.
오늘날 봄베이주에 편입된 지역은 마하라슈트라 주(1970년에 봄베이주에서 분할)에 마이소르 주에 편입된 지역은 카르나타카 주(1973년에 개칭)에 속하고, 동부 지역은 2015년에 텔랑가나 주로 독립하였다.